# James King (kierowca)
James King (ur. 4 października 1944 w Belleville) – amerykański kierowca wyścigowy.

## Życiorys
Ściganie się rozpoczął Porsche 356 podczas studiów. Następnie służył w wojsku, a w 1969 roku zadebiutował w SCCA National Championship Runoffs w klasie Formuły Ford, po czym rozpoczął pracę w warsztacie. Następnie ścigał się w brytyjskiej i kanadyjskiej edycji Formuły Atlantic. W 1977 roku został fabrycznym kierowcą Marcha w Formule 3, uczestnicząc m.in. w edycji brytyjskiej. W latach 1979–1987 rywalizował w Formule Atlantic, wygrywając Raltem RT4 Runoffs w 1982 roku. W 1987 roku zajął drugie miejsce w klasie w wyścigu SunBank 24 at Daytona. W 1993 roku rozpoczął rywalizację samochodami historycznymi, m.in. w Historycznej Formule 1. W 2000 roku współzałożył organizację Historic Grand Prix, sankcjonującą tego typu zawody w Stanach Zjednoczonych dla samochodów Formuły 1 lat 1966–1983. W 2015 roku wygrał Puchar Dereka Bella.